# Ilfochrome

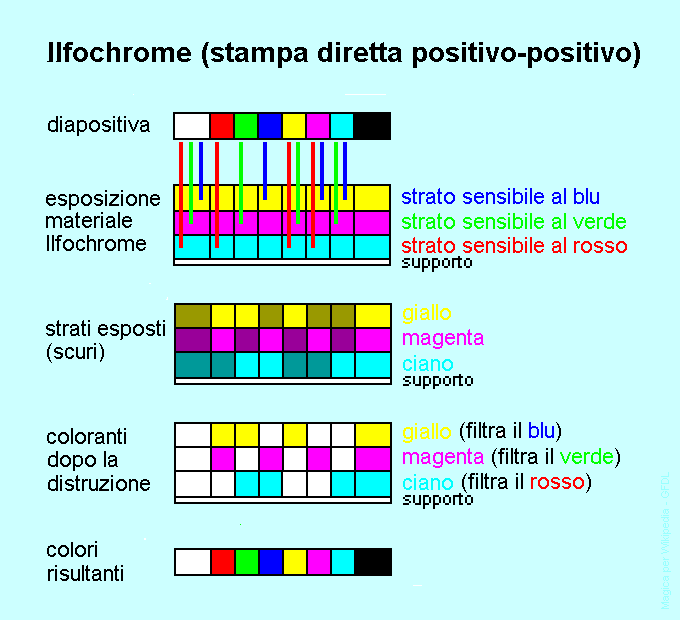
Procedimento de Impressão de Impressoras

Ilfochrome, anteriormente designado por Cibachrome, é um processo fotográfico usado na reprodução de slides em papel fotográfico.